# Хёйскес, Антониус
Антониус Хёйскес (нидерл. Antonius Albertus Jozef "Anton" Huiskes; род. 5 марта 1928, Вирден, Нидерланды — 9 ноября 2008, Ку-Э-Бигарок, Франция) — нидерландский конькобежец, двукратный призёр чемпионата мира в классическом многоборье 1953 года в забеге на 5 000 и 10 000 м. Участник зимних Олимпийских игр 1948 и 1952 года. Наибольшую известность получил, как тренер по подготовке конькобежцев, где среди его учеников были олимпийские призёры из Нидерландов и Швеции. В начале 80-х годов выступил с идеей и реализовал программу реабилитации маргинальных подростков через занятия спортом, а также организовал фонд под привлечению детей с физическими и психическими отклонениями к занятию конькобежным спортом. На сегодняшний день фонд «Stichting Anton Huiskes» продолжает своё существование.

## Биография
Антониус Хёйскес родился в муниципалитете Вирден, провинция Оверэйссел. Был пятым и последним ребёнком в семье. Альбертуса Хёйскеса и Йоханный Винк. Его отец работал прядильщиком на текстильной фабрике, а затем работал в деревенском кафе «Marktzicht» в Вирдене. Антониус посещал римско-католическую начальную школу Св. Яна в Вирдене, затем школу Canisius Mulo и лицей Эразма в Алмело. В его семье никто не проявлял повышенного интереса к спорту. Отец иногда плавал, а брат и одна из его сестер состояли в клубе по корфболу. Как и многие его друзья, Антониус присоединился к любительскому футбольному клубу «Вирден». Дополнительно к этому он был скаутом и посещал мальчиковый католических хор. В конькобежный спорт Антониус пришёл в восемнадцатилетнем возрасте зимой 1945/46 года. Для обучения он был направлен в Алмело, где располагался ледовый каток. Там за его подготовку отвечал тренер Люншоф (англ. Lunshof). В 1956 году в возрасте 28-и лет он прекратил кататься на профессиональном уровне. В это же время он закончил учёбу в и Институте физического воспитания в Гронингене, по специальности — преподаватель физкультуры. С 1956 года он работал в школах Альмело и Хенгело, а также был тренером в спортивном клубе, футбольном клубе в Твенте. В сезоне 1965/66 года он пробовал себя в качестве тренера по подготовке конькобежцев и его учениками были Адрианус Схенк и Корнелис Веркерк. После того, как его ученики получили мировую известность, оба всегда отмечали заслугу в этом Хёйскеса. В своей книге «Ard apart: mijn groei naar de top» Схенк отзывался о нём, как о «больше чем тренере», в то же время Веркерк в своей книге «Heya Keessie» писал: «Хёйскес был одновременно тренером, психологом, отцом и матерью». Он был одним из реформаторов Королевской ассоциации конькобежцев Нидерландов, где среди прочего отстаивал идею найма тренера по контракту на весь год, а не перед турниром и выступал за более активное привлечение спонсоров. Однако, его идеи встретили отпор со стороны исполнительного комитета, что повлекло разрыв отношений между ассоциацией и Антониусом. После этого, в 1967 году Хёйскес принял предложение шведской федерации конькобежного спортаи принялся тренировать шведских спортсменов. Под его руководством Юнни Хёглин и Эрьен Сандлерстали олимпийскими призёрами. В 1972 году он вновь вернулся к тренировкам голландских конькобежцев: Схенка, Веркерка, Эдди Верхёйена и Яна Болса. В начале 80-х годов Хёйскес начал активно отстаивать идею развития спорта для категории лиц, что имею недостатки физического или психического развития. Отмечал важность реабилитации маргинальной молодёжи посредством перевоспитания занятием спортом. На ледовом катке в Утрехте он с помощью волонтёров организовал еженедельные занятие по конькобежному спорту для детей с задержкой умственного развития. Его деятельность в этом направлении была отмечена спортивной премией провинции Утрехт в 1972 году, в 1988 году премией «Jantje Betonprijs» и ещё раз спортивной премией провинции Утрехт уже в 2005 году. ыми ие нера по конькам были аккуратно возмещены его организации. В преклонном возрасте, когда он уже не мог продолжать тренировать конькобежцев Антониус вместе со своей женой Элизабет (нидерл. Elisabeth Susanna (Elly) Oosterveld) проводил время на старинной ферме, что располагается в коммуне Ку-Э-Бигарок, кантон Валле-Дордонь, Франция. Именно здесь он скончался на восьмидесятом году 9 ноября 2008 года.

### Спортивные выступления
Лучший своей результат Хёйскес продемонстрировал на чемпионате мира в классическом многоборье 1953 года, что проходил в столице Финляндии — Хельсинки. Он финишировал третьим в забеге 5000 и 10 000 м. По сумме своих выступлений Хёйскес с результатом 198.495 очков занял 6-е место в итоговом положении.
На зимних Олимпийских играх 1952 года, вторых в своей карьере, Антониус Хёйскес был заявлен для участия в забеге на 5000 и 10 000 м. 17 февраля 1952 года на катке «Бишлетте» он завершил свой забег на 5000 м среди мужчин с результатом 8:28.5 и проиграл борьбу за бронзу норвежцу — Сверре Ингольф Хёугли(8:22.4 — 3-е место). В общем итоге Хёйскес занял 4-е место. 19 февраля 1952 года на катке «Бишлетте» он завершил свой забег на 10 000 м среди мужчин с результатом 17:25.5. В общем итоге Хёйскес занял 5-е место.